# 吴凤岐
吴凤岐（？—），中华人民共和国政治人物。曾任辽东省劳模、辽东省海龙县曙光集体农庄主席。

## 生平
1954年，当选第一届全国人民代表大会代表。